# Yttrotantalite-(Y)
L'yttrotantalite-(Y) est un minéral orthorhombique constitué d'un tantalate d'yttrium (YTaO4), mais dans lequel l'yttrium est partiellement substitué par de l'uranium et du fer, le tantale par du niobium, et l'oxygène par de l'hydroxyle : sa formule chimique peut être écrite (Y,UIV,FeII)(Ta,Nb)(O,OH)4.
Sa localité type est Ytterby, dans l'île de Resarö (archipel de Stockholm, Suède), où elle a été décrite par Hermann en 1846.